# Карнеги, Джордж, 6-й граф Нортеск
Адмирал Джордж Карнеги, 6-й граф Нортеск (англ. George Carnegie, 6th Earl of Northesk; 2 августа 1716 — 22 января 1792) — шотландский пэр и британский военно-морской офицер.

## Происхождение
Джордж Карнеги родился 2 августа 1716 года. Второй сын Дэвида Карнеги, 4-го графа Нортеска (1675—1729), и его жены Маргарет Уэмисс (1677—1763), дочери Джеймса Уэмисса, лорда Бернтисленда (? — 1682), и Маргарет Уэмисс, 3-й графини Уэмисс (1659—1705).

## Карьера
В марте 1737 года Уильям Карнеги стал лейтенантом Королевского флота. Его первым назначением был чин третьего лейтенанта на корабле HMS Dragon в Средиземноморском флоте контр-адмирала Николаса Хэддока. Капитаном этого корабля был Кертис Барнетт, друг Уильяма Карнеги. В апреле 1738 года он был переведен на корабль HMS Windsor, но в августе того же года во время пребывания корабля у острова Менорка из-за тяжелой болезни выведен из состава экипажа корабля. Он был так близок к смерти, что были сделаны приготовления к его похоронам. После выздоровления Уильям Карнеги в феврале 1740 года был назначен четвертым лейтенантом корабля HMS Marlborough, а в мае того же года получил должность второго лейтенанта на корабле HMS Edinburgh.
23 июня 1741 года после смерти своего старшего брата Дэвида Карнеги, 5-го графа Нортеска (1701—1741), не оставившего после себя наследников, Уильям Карнеги унаследовал титул 6-го графа Нортеска (Пэрство Шотландии) .
С августа 1741 года в чине капитана служил на фрегате HMS Bideford, на котором он служил в Западных подходах зимой 1741—1742 годов . В марте 1742 года Уильям Карнеги был назначен капитаном на фрегат HMS Looe. Лето 1742 года он участвовал в военных операциях против испанцев в Бискайском заливе.
В сентябре 1742 года Уильям Карнеги вернулся в Англию и был назначен линейного корабля HMS Preston в составе флота Английского канала адмирала флота сэра Джона Норриса. В апреле 1744 года он служил в этой должности и помогал защищать конвои, отплывающие из Лиссабона .
В мае 1744 года лорд Нортеск на корабле HMS Preston отплыл на станцию в Ост-Индии в составе эскадры своего первого главнокомандующего и друга, коммодора Кертиса Барнетта. После отплытия на Мадагаскар и последующего отплытия эскадра разделилась на две части: HMS Preston отправился с коммодором Барнеттом и линейным кораблем HMS Deptford. Они замаскировали свои корабли под голландские суда и в январе 1745 года прошли в Зондский пролив и у острова Банка обнаружили три французских купеческие корабля. Британцы после двухчасового боя взяли все французские корабли. Захваченный груз был оценен в 300 000 фунтов стерлингов и отправлен в Батавию.
В 1745 году Уильям Карнеги на корабле HMS Preston продолжал защищать британскую торговлю в Ост-Индии. В октябре корабли HMS Preston и HMS Lively взяли три тяжело нагруженных торговых судна. Уильям Карнеги продолжил службу в Ост-Индии после смерти коммодора Кертиса Барнетта 29 апреля 1746 года, его заменил коммодор Эдвард Пейтон, под началом которого Карнеги сражался в безрезультатном сражении с французами 6 июля 1746 года. В конце 1747 года лорд Нортеск вернулся в Англию, страдая от болезни, которая часто приковывала его к постели, и отказался от командования своим кораблем. Уильям Карнеги прибыл в Бат 28 ноября, чтобы оправиться от болезни. В рамках этой поездки он отправился в путешествие по Европе со своим тестем Александром Мелвиллом, 5-м графом Левеном, в августе 1749 года.
В марте 1755 года Лорд Нортеск получил под командование корабль HMS Orford для службы в Западной эскадре адмирала Эдварда Хоука, но к маю он снова оставил свое командование из-за плохого здоровья. Он провел значительную часть оставшейся части своей жизни в Бате ради своего здоровья. Уильям Карнеги был повышен до контр-адмирала 4 июня 1756 года как контр-адмирал синего цвета. Он больше никогда не принимал командования на море, но по старшинству был повышен до вице-адмирала 14 февраля 1759 года и до адмирала 18 октября 1770 года.

## Смерть
75-летний Лорд Нортеск скончался 22 января 1792 года в своем поместье Эти-Касл в Ангусе, Шотландия, и его титулы унаследовал его третий сын Уильям Карнеги, 7-й граф Нортеск. На момент своей смерти он был третьим по старшинству офицером Королевского флота.

## Семья
30 апреля 1748 года Уильям Карнеги женился на своей двоюродной сестре по материнской линии, леди Энн Лесли (27 февраля 1730 — 6 ноября 1779), дочери Александра Лесли, 5-го графа Левена, и Элизабет Монипенни. У супругов было шестеро детей:
- Дэвид Карнеги, лорд Роузхилл (5 апреля 1749 — 19 февраля 1788), женат с 1767 года на Кристиан Кэмерон, дочери капитана Александра Кэмерона
- Адмирал Уильям Карнеги, 7-й граф Нортеск (10 апреля 1756 — 28 мая 1831), второй сын и преемник отца.
- Подполковник Достопочтенный Джордж Карнеги (21 августа 1773—1839), женат с 1796 года на Элизабет Суинтон, дочери Джона Суинтона
- Леди Элизабет Карнеги (3 апреля 1750 — 19 августа 1793), в 1766 году она вышла замуж за Джеймса Хоупа-Джонстона, 3-го графа Хоуптауна[12]
- Леди Маргарет Карнеги (5 сентября 1756 — 15 марта 1793), с 1780 года замужем за Чарльзом Уотстоном из Сотона, Эдинбург.
- Леди Мэри Энн Карнеги (15 августа 1764 — 2 июня 1798), в 1797 году она вышла замуж за преподобного Джона Кемпа из Эдинбурга[13].